# Myriopholis wilsoni
Myriopholis wilsoni — вид змій родини струнких сліпунів (Leptotyphlopidae). Ендемік Ємену. Вид названий на честь американського зоолога Дона Е. Вілсона. 

## Поширення і екологія
Myriopholis wilsoni є ендеміками острова Сокотра. Вони живуть в самшитових і кротонових чагарникових заростях з домішками драценових і босвеллієвих дерев, в лісах, пальмових гаях і поблизу струмків. Ведуть риючий спосіб життя. Відкладають яйця.